# عامل انتقال پیغام

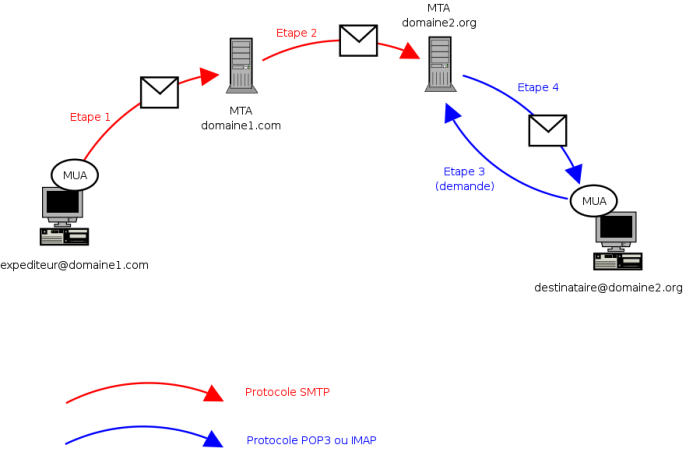
مثالی از یک عامل انتقال پیام

مامور نامه‌بر یا عامل انتقال پیام (به انگلیسی: Message transfer agent) (یا به اختصار MTA) نرم‌افزاری است که با استفاده از یک مدل کارخواه-کارساز، پیغام‌های الکترونیکی را از یک رایانه به رایانه دیگر منتقل می‌کند. یک برنامه نامه‌بر (MTA) هم قسمت کلاینت (ارسال) و هم قسمت سرور (دریافت) پروتکل SMTP را پیاده‌سازی می‌کند. به رایانه‌ای که یک برنامه MTA بر روی آن اجرا می‌شود، سرویس‌دهنده پست الکترونیک گفته می‌شود. به کمک سامانه نام دامنه، می‌توان یک رایانه خاص را به عنوان سرویس‌دهنده پست الکترونیک یک دامنه معرفی کرد. این کار با استفاده از رکوردهای MX انجام می‌شود.
یک برنامه نامه‌بر، ایمیل‌ها را یا از یک MTA دیگر یا از یک MUA دریافت می‌کند. جزئیات انتقال یک ایمیل توسط قرارداد ساده نامه‌رسانی تشریح شده است. وقتی که ایمیل دریافت شد، برنامه نامه‌بر باید گیرنده آن را مشخص کرده و ایمیل را در صندوق پستی (به انگلیسی: mailbox) گیرنده قرار دهد. اگر گیرنده کاربری بر روی همان ماشین سرویس‌دهنده پست الکترونیک بود (کاربر محلی)، نامه به سادگی به صندوق پستی کاربر مورد نظر اضافه می‌شود. اما اگر گیرنده به دامنه‌ای دیگر تعلق داشت، برنامه نامه‌بر مجبور است با سرویس‌دهنده پست الکترونیک همان دامنه تماس گرفته و ایمیل را برای او ارسال کند. به کمک سامانه نام دامنه می‌توان سرویس‌دهنده پست الکترونیک یک دامنه را پیدا کرد.

## پیاده‌سازی‌ها
تعدادی از رایجترین پیاده‌سازی‌ها عبارتند از:
- سندمیل
- پست‌فیکس
- اوپن‌اس‌ام‌تی‌پی‌دی
- اکزیم
- کیومیل
- زیمبرا